# Espigãozinho
Espigãozinho é uma elevação portuguesa localizada no concelho de Vila do Corvo, na ilha do Corvo, no arquipélago dos Açores.
Este acidente geológico faz geograficamente parte do vulcão central da ilha do Corvo, que tem o seu ponto mais elevado no Morro dos Homens a 718 metros de altitude acima do nível do mar.
Esta formação geológica localiza-se a 598 metros de altitude acima do nível do mar e encontra-se nas proximidades do Serrão Alto, da Lagoa do Caldeirão e do Miradouro do Junco do Queimado, junto à estrada que saindo de Vila no Corvo se dirige para a Lagoa do Caldeirão.